# توني بيرنستين
توني بيرنستين (بالنرويجية البوكمول: Tommy Berntsen)‏ (18 ديسمبر 1973 بلورينسكوغ في النرويج - ) هو مدرب كرة قدم ولاعب كرة قدم نرويجي في مركز الدفاع. شارك مع منتخب النرويج لكرة القدم. أما مع النوادي، فقد لعب مع آينتراخت فرانكفورت ونادي بورتسموث ونادي فوليرينغا ونادي ليلستروم ونادي لين وLørenskog IF ‏.

## وصلات خارجية
- توني بيرنستين على موقع اتحاد النرويج (النرويجية)
- توني بيرنستين على موقع قاعدة بيانات كرة القدم.إي يو (الإنجليزية)
- توني بيرنستين على موقع ناشيونال فوتبول تيمز (الإنجليزية)
- توني بيرنستين على موقع Soccerbase.com (لاعب) (الإنجليزية)